# Powojnik pośredni
Powojnik pośredni (Clematis x jouiniana Schn.) – gatunek rośliny z rodziny jaskrowatych. Jest to mieszaniec gatunków powojnika pnącego (Clematis vitalba) i powojnika barszczolistnego (Clematis heraclelifolia `Davidiana`). Jest uprawiany.

## Morfologia i biologia
ŁodygaPędy płożące dorastające do 3–4 m. U podstawy drewnieją.
LiścieCiemnozielone, trójdzielne, z ząbkowanymi brzegami. Jesienią przebarwiają się na żółto.
KwiatyO średnicy 2,5–5 cm, złożone z 4–6 wąskich listków okwiatu, białe z fioletoworóżowymi szczytami i zebrane w grona. Kwitnie w lipcu i sierpniu.
Roślina trującaTrujące są sok, liście, kwiaty i owoce.

## Zastosowanie i uprawa
- Roślina ozdobna. Nadaje się do sadzenia w ogródkach, przy pniach drzew, ogrodzeniach lub pergolach.
- Wymagania. Wymaga żyznej i wilgotnej gleby z dużą ilością próchnicy[3]. Odczyn gleby musi być obojętny lub lekko alkaliczny (pH 6 – 7). Najlepsze jest stanowisko słoneczne, ale korzenie i dolna część rośliny powinny znajdować się w cieniu. Powojniki nie lubią wietrznych miejsc oraz są bardzo wrażliwe na suszę i niską wilgotność powietrza. Nie są zupełnie odporne na mróz.
- Uprawa. Sadzi się ukorzenione sadzonki w dole o rozmiarach 40 × 40 cm, wypełnionym wcześniej przygotowaną żyzną ziemią[4]. Rozrośnięte rośliny nawozi się kilkakrotnie (nie dłużej niż do końca lipca) nawozami wieloskładnikowymi[4]. Pędy przycina się na wysokości 30 – 40 cm nad ziemią. Roślina wymaga podpór, czasami trzeba przymocowywać pędy. Na zimę przycina się go tuż nad ziemią[3]. Należy też okryć go korą lub gałęziami.